# Selektivni inhibitor preuzimanja serotonina
Selektivni inhibitor preuzimanja serotonina (specifični inhibitor preuzimanja serotonina) (SSRI) su klasa jedinjenja koja se tipično koriste kao antidepresivi u tretmanu kliničke depresije, anksioznog poremećaja, i niza poremećaja ličnosti.
SSRI ligandi povećavaju ekstracelularni nivo neurotransmitera serotonina inhibicijom njegovog preuzimanja u presinaptičke ćelije. Time se povišava nivo serotonina u sinaptičkom rascepu dostupnog za vezivanje na postsinaptičke receptore. Oni imaju varijabilne stepene selektivnosti za druge monoaminske transportere, pri čemu čisti SSRI ligandi imaju mali afinitet za noradrenalinski i dopaminski transporter.
Efikasnot SSRI liganda u blagim ili umerenim slučajevima je bila osporavana. Jedna metaanaliza iz 2010. navodi da "Magnituda koristi antidepresivnog leka u poređenju sa placebom ... može da bude minimalna ili nepostojeća, u proseku, kod pacijenta sa blagim ili umerenim simptomima. Kod pacijenta sa veoma jakom depresijom, korist od leka u odnosu na placebo je znatna." It toga proizilazi da je druga generacija antidepresiva jednako efektivna/neefektivna.
SSRI ligandi su prva klasa psihotropnih lekova otkrivenih koristeći proces racionalnog dizajna lekova. Taj proces u kome se počinje od specifičnog biološkog cilja i zatim se kreiraju molekuli dizajnirani da deluju na njega.

## Galerija
| Selektivni inhibitor preuzimanja serotonina | Selektivni inhibitor preuzimanja serotonina | Selektivni inhibitor preuzimanja serotonina | Selektivni inhibitor preuzimanja serotonina | Selektivni inhibitor preuzimanja serotonina |
| ------------------------------------------- | ------------------------------------------- | ------------------------------------------- | ------------------------------------------- | ------------------------------------------- |
| Citalopram                                  | Dapoksetin                                  | Escitalopram                                | Fluoksetin                                  | Fluvoksamin                                 |
|                                             |                                             |                                             |                                             |                                             |
| Indalpin                                    | Paroksetin                                  | Sertralin                                   | Zimelidin                                   |                                             |

## Spoljašnje veze
- [http://pi.lilly.com/us/prozac.pdf
- Barry Yeoman [https://web.archive.org/web/20111123185541/http://www.barryyeoman.com/articles/courtroom.html
- Serotonin+uptake+inhibitors на 